# Jožef Lešnik
Jožef Lešnik (tudi Josef Löschnig), slovenski agronom in sadjar, * 18. marec 1872, Starše, Štajerska, Avstro-Ogrska, † 23. oktober 1949, Dunaj, Avstrija.
Jožef Lešnik se je rodil v Staršah ali Št. Janžu na Dravskem polju očetu kmetu Francu in materi Ani (roj. Finžgar). Ljudsko šolo je končal v domačem kraju, nekaj razredov realke pa nato še v Mariboru. Leta 1889 je končal Kmetijsko šolo v Grottenhofu pri Gradcu (Landwirtschaftliche Fachschule Grottenhof-Hardt), ki deluje še danes. 
Kot izredni študent se je nato vpisal na Visoko šolo za kmetijstvo in gozdarstvo na Dunaju (Universität für Bodenkultur Wien).
Lešnik se je nato za dve leti (1893-1894) zaposlil na veleposestvu Meranovo, ki ga je leta 1822 kot center za uvajanje vinskih trt iz Porenja ustanovil nadvojvoda Janez, v času Lešnikovega službovanja pa ga je upravljal vnuk nadvojvode Janeza grof Janez von Meran (1867-1947), po katerem je posestvo tudi dobilo ime.
Na Meranovem je že leta 1832 začela delovati vinogradniška šola, danes pa je Meranovo del Fakultete za kmetijstvo in biosistemske vede Univerze v Mariboru .
Nato je Lešnik moral leto dni odslužiti v cesarski vojski.
Po vojaščini je med leti 1894 in 1898 deloval kot strokovni in potujoči učitelj na Deželni sadjarski in vinarski šoli v Mariboru, ki je bila ustanovljena leta 1872.
Potoval je po podeželju in prirejal različne strokovne tečaje za napredne sadjarje in vinogradnike tistega časa.
Leta 1898 se je preselil v
Krems v Spodnji Avstriji, kjer je postal strokovni učitelj na 
Vinarski in sadjarski šoli.
Posvetil se je predvsem sadjarstvu in začel pisati knjige in članke s tega področja.
Po njegovih usmeritvah so začeli saditi obcestne sadne nasade, ki so še v 60-tih letih 20. stoletja stali ob glavnih magistralnih cestah na slovenskem Štajerskem.
Leta 1905 je bil imenovan za deželnega sadjarskega nadzornika za Spodnjo Avstrijo. 
Med prvo svetovno vojno je kot vojak in oficir pionirskih enot preživel zimo v Karpatih, sodeloval v bitkah pri Doberdobu, 
Kobaridu in tudi pri avstrijskem
preboju soške fronte, ki je znana kot čudež pri Kobaridu.
Leta 1917 je bil odpoklican iz vojske, saj ga je država zaradi občega pomanjkanja hrane bolj potrebovala kot strokovnjaka za prehrano.
Pod njegovim vodstvom so zato leta 1917 v Münchendorfu
ustanovili tovarno za predelavo sadja. 
Ko je končal Visoko šolo za kmetijstvo in gozdarstvo na Dunaju 
je na njej kot honorarni docent in predstojnik Katedre za sadjarstvo predaval med leti 1919 in 1923.
Leta 1923 je bil imenovan za vladnega svetnika, leta 1925 pa za dvornega svetnika.
Leta 1927 je postal predsednik Zveze avstrijskih sadjarjev. 
Jožef Lešnik je leta 1934 odšel na študijsko popotovanje po ZDA, predvsem na ogled tamkajšnjih sadjarskih in vinogradniških področij. Obiskal pa je tudi akademske agronomske raziskovalne centre, med drugim tudi najpomembnejši takratni ameriški center za agronomijo na Univerzi Kalifornije, Berkeley.
Svoje popotne vtise je opisal v knjigi “40 Tage Nordamerika: Wahrnehmungen und Eindrücke einer Studienreise nach U.S.A.” 
.
Lešnik je napisal več kot dvajset strokovnih knjig in več kot sto člankov v strokovnih revijah, ki jih je tudi sam izdajal 
(npr. Der Obstzüchter (Sadjar) od leta 1904 naprej
).
Kot odličen risar je sadje in vse kar je bilo s tem v zvezi v svojih publikacijah v veliki meri narisal kar sam.
Redno se je udeleževal raznih kongresov, posvetovanj in drugih strokovnih prireditev.
Za svoje delo je prejel številna avstrijska državna priznanja in odlikovanja

.
Nekatere njegove knjige, kot na primer priročnik o vkuhavanju sadja, so danes, po stotih letih od prve izdaje, še vedno v tisku
.
Po njemu se od leta 1972 imenuje ulica na Dunaju .
Ob 120-letnici rojstva Jožefa Lešnika so na njegovi domačiji v Staršah 4. oktobra 1992 odkrili spominsko ploščo.

## Družina
Jožef Lešnik izhaja iz kmečke družine v Staršah ali Št. Janžu na Dravskem polju, ki se je po domače imenovala pri “Zemljakovih“.
Njegov oče Franc Lešnik (1846 - 1892) je bil izobražen in premožen kmet, ki je med drugim 24 let vodil graščinsko posestvo grofa Herbersteina v Št. Janžu na Dravskem polju. Jožefova mama, kmetica Ana, rojena Finžgar leta 1843, je bila po rodu iz Marjete na Dravskem polju. 
Rodila je šest otrok in umrla leta 1931.
Za kmetijstvo, sadjarstvo in vinogradništvo se je Jožef navdušil že kot otrok, ko je svojemu očetu pomagal pri delih na graščinskem posestvu
.
Jožefov mlajši brat Fric Lešnik je bil v času Kraljevine Jugoslavije župan Starš.
Njegova nečakinja Jelka, ki se je rodila v zakonu Jožefove sestre Marije in učitelja Janka Kodermana, pa je postala žena slovenskega pisatelja in novinarja Davorina Ravljena
.
Lešnik se je leta 1897, ko je učil na Vinarski in sadjarski šoli v Mariboru, poročil s Štefanijo Hren, hčerko nadučitelja Antona Hrena v Staršah
.
Stefanija Hren se je rodila 1872 v Reini
na Štajerskem, kjer stoji znameniti cisterijanski samostan.
Leta 1899 se jima je v Mariboru rodila hčerka Karolina Ana Marija Löschnig.
Ko je njen oče Jožef Lešnik med leti 1919 in 1923 predaval na 
Visoki šoli za kmetijstvo in gozdarstvo na Dunaju 
je na tej šoli leta 1919 diplomiral Hermann Neubacher (1893-1960), s katerim se je Karolina 29. 6. 1920 poročila
.
V času od 13. 3. 1938 do 14. 12. 1940 je bil Hermann Neubacher
župan mesta Dunaj,
med  drugo svetovno vojno pa posebni diplomatski predstavnik tretjega Reicha za celotni Balkan. 
Svoje spomine na ta čas je dr. Hermann Neubacher opisal v svoji knjigi “Sonderauftrag Südost, 1940-1945. Bericht eines fliegenden Diplomaten“, 1956
(COBISS).
Karolina je umrla leta 1989 na Dunaju.